# Léon Margotin
 (mars 2009).
Si vous disposez d'ouvrages ou d'articles de référence ou si vous connaissez des sites web de qualité traitant du thème abordé ici, merci de compléter l'article en donnant les références utiles à sa vérifiabilité et en les liant à la section « Notes et références ».

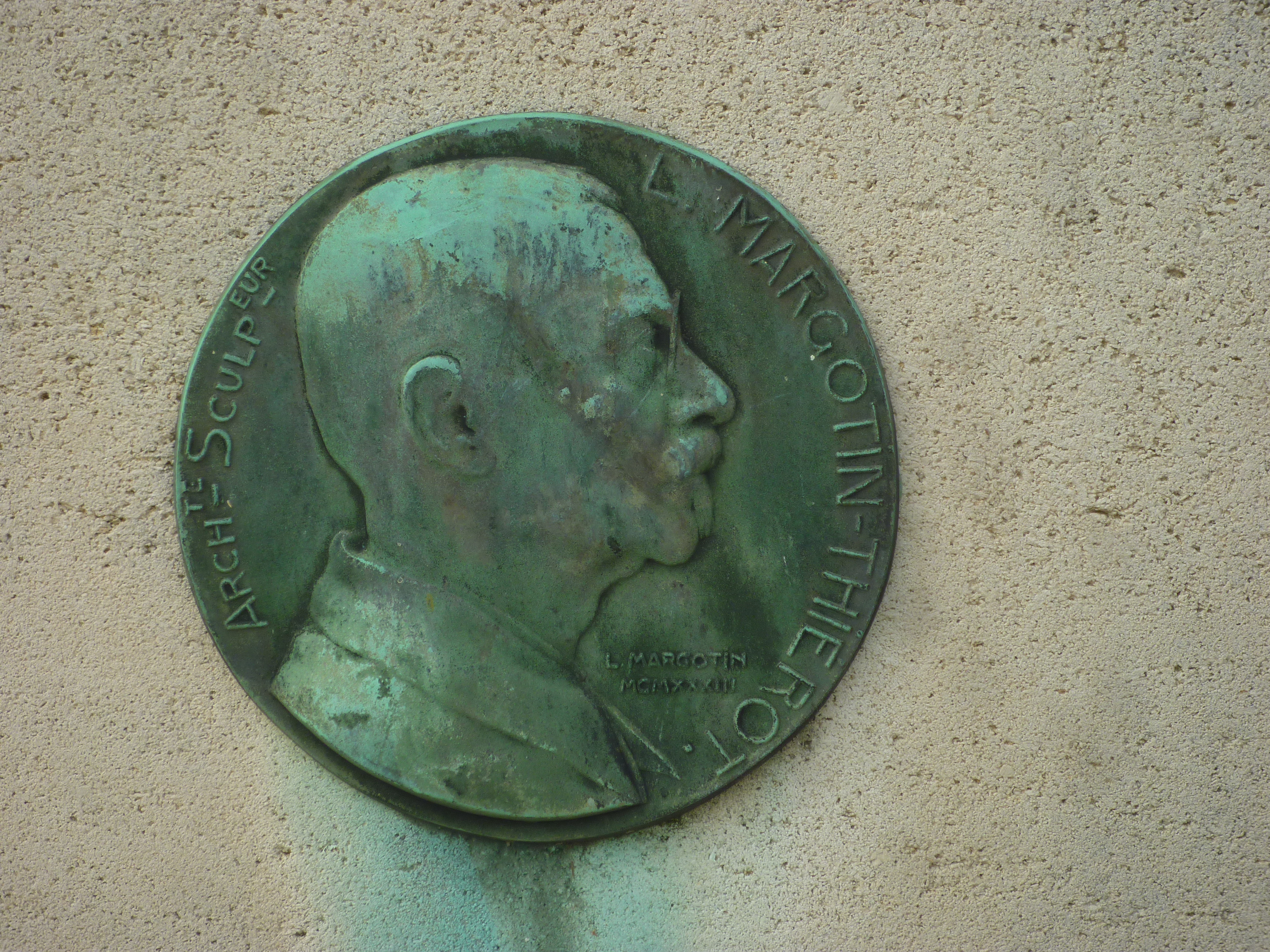
Détail de la sépulture de Léon Margotin au cimetière de Montrouge (92)

Léon Margotin, né le 18 avril 1859 à Montmartre (Seine) et mort le 3 juillet 1937 à Reims, est un sculpteur et architecte français.

## Biographie
Léon Margotin est le fils d'Antoine Margotin, sculpteur à Paris, et de l'artiste peintre Marie Hérail, morte en 1887. Il épouse Marie Suzanne Thiérot, fille de l’architecte Édouard Thiérot et de Suzanne Clouet. 
Il travaille dans le cabinet d'architecte de son beau-père et en deviendra le successeur. Bien que proposé comme son successeur à la commission des monuments, le préfet ne l’approuve pas. Louis Roubert (1883-1952), son associé, reprendra par la suite son cabinet d'architecte, c'est avec ce cabinet que furent construits un certain nombre d'immeubles de Reims.
Léon Margotin est professeur de dessin à l’École régionale de Reims. Son fils, Marc Margotin, est également architecte.

## Élèves
- René Collard,
- Jean de la Morinerie.

## Œuvres

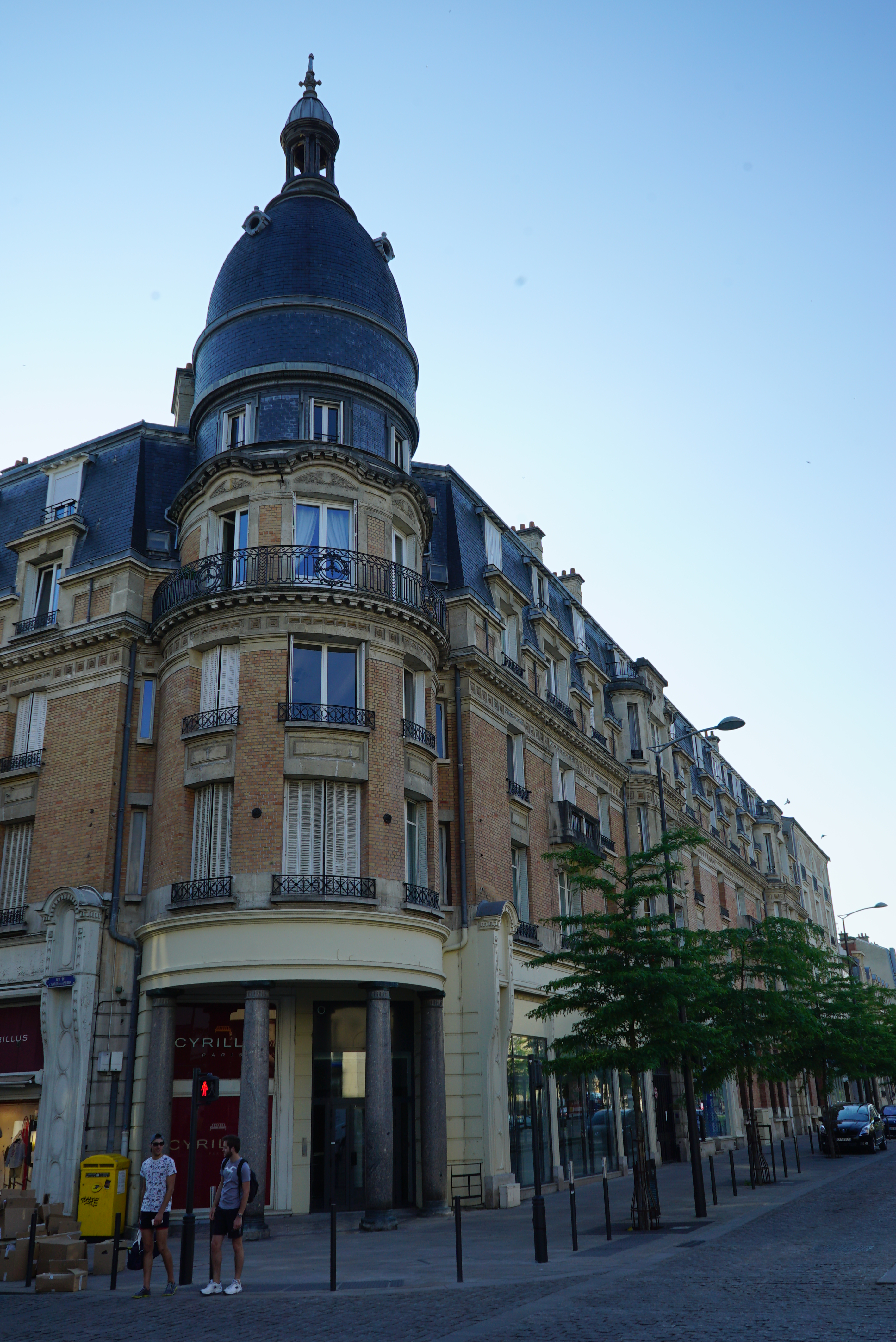
Immeuble d'angle.
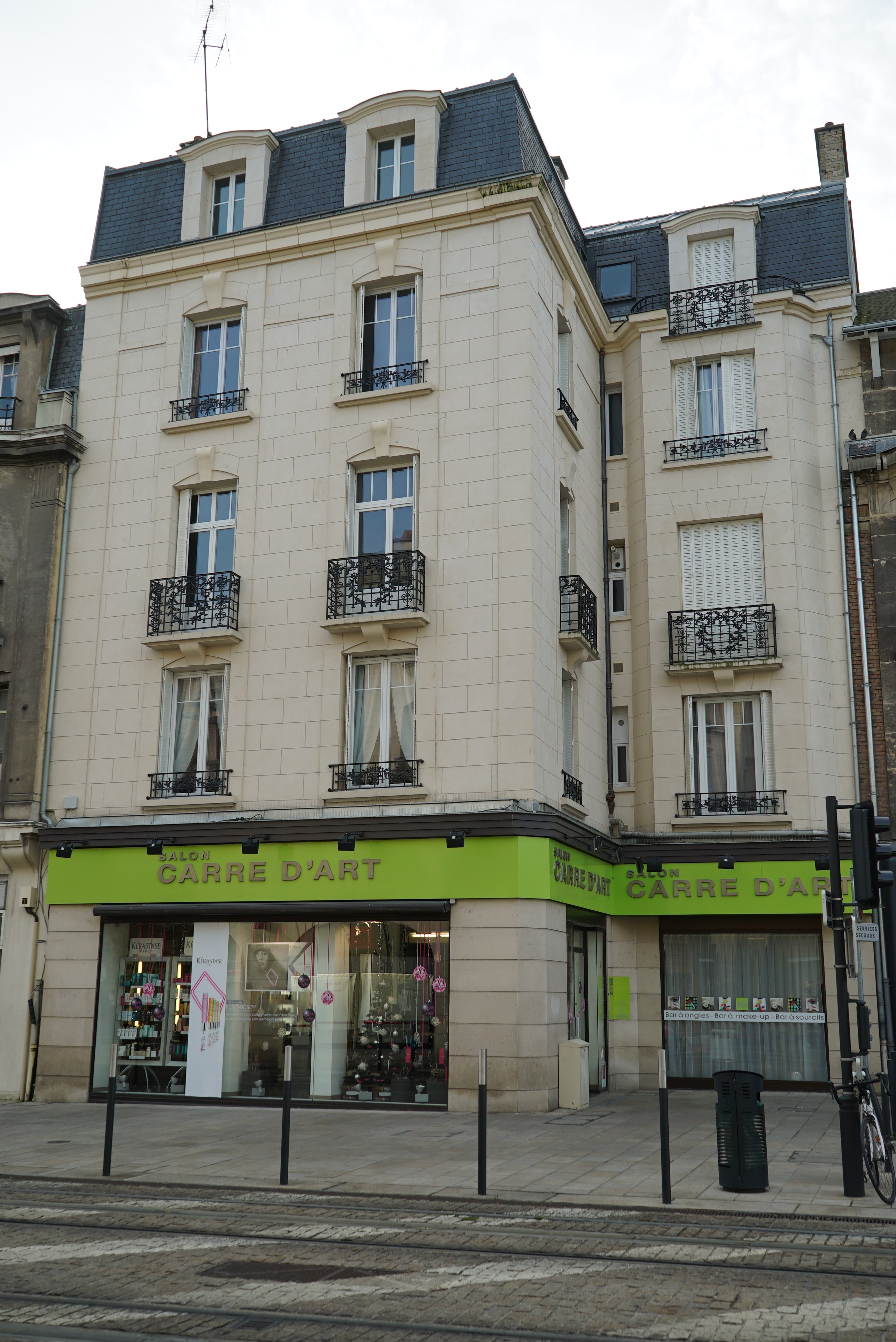
5, cours Langlet.
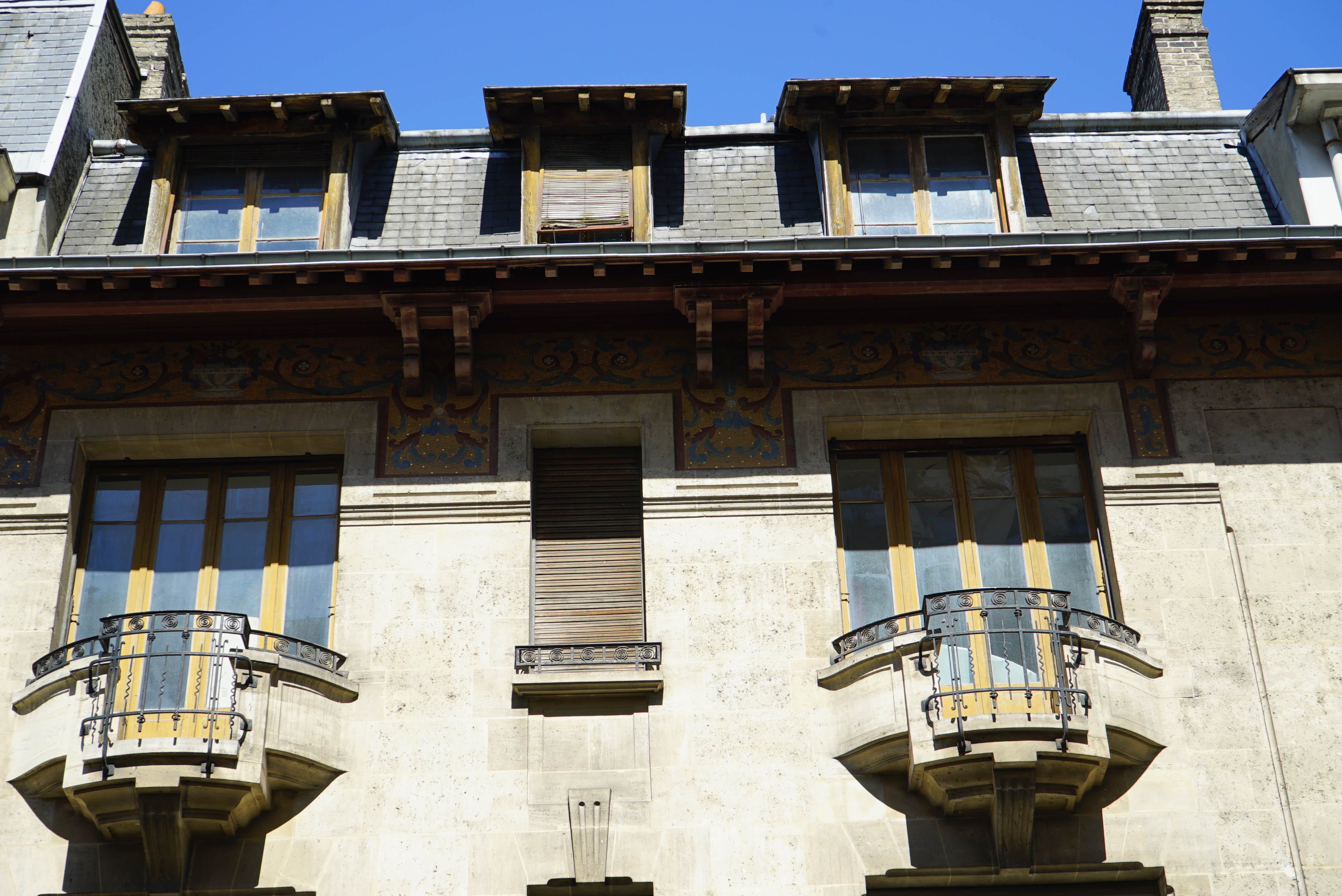
8 rue Talleyrand.
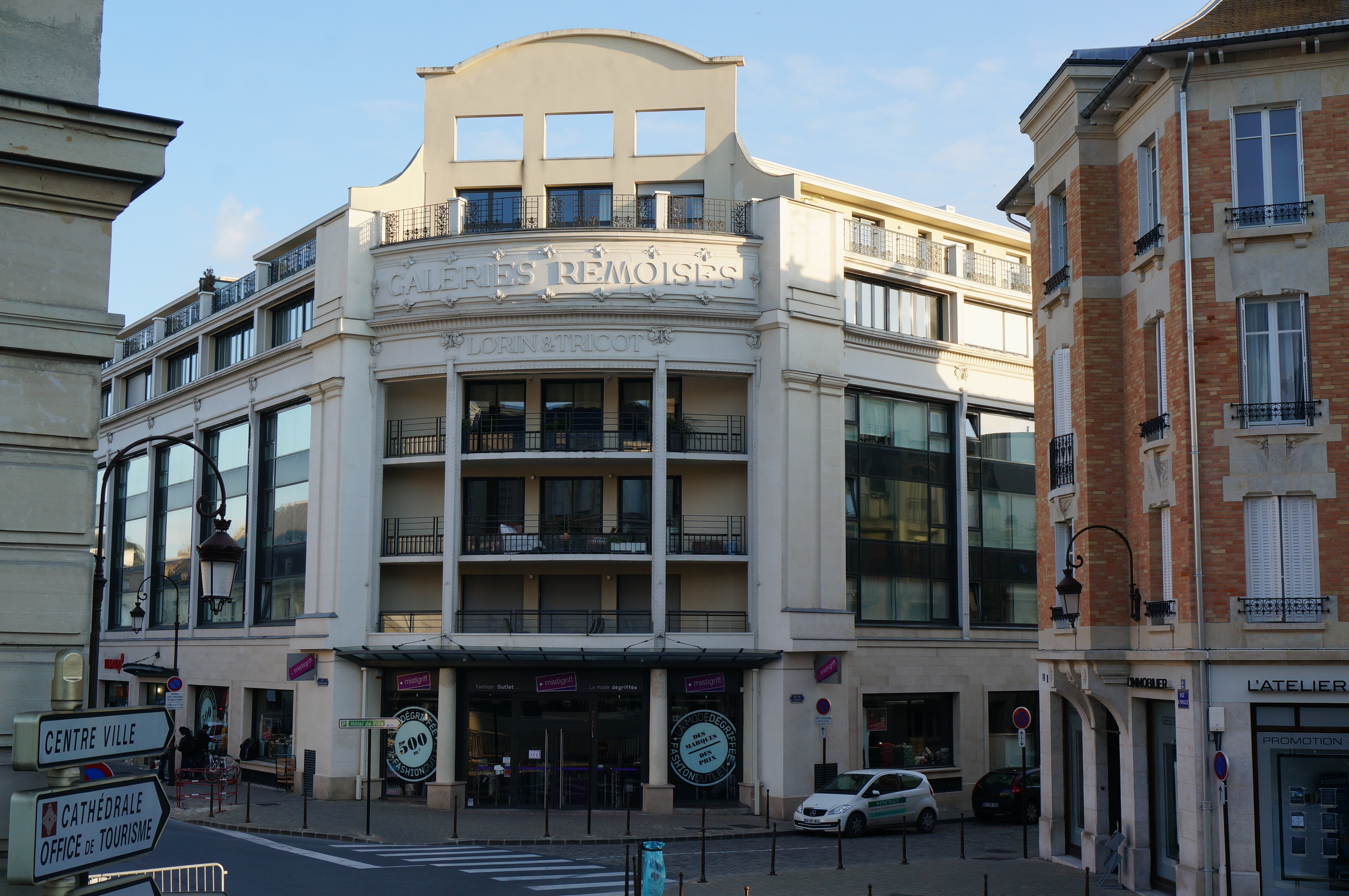
Galeries Rémoises.
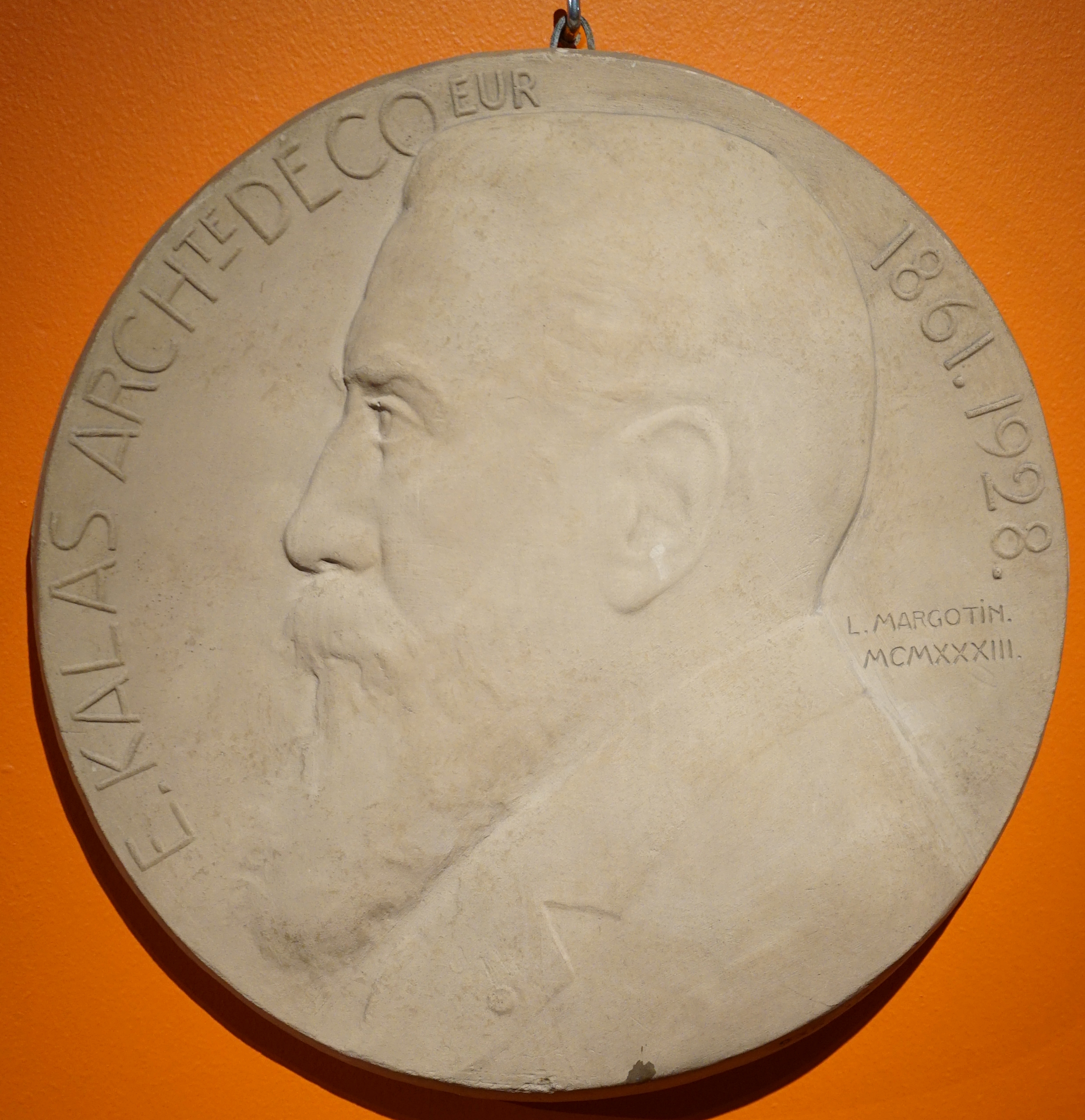
E. kalas.
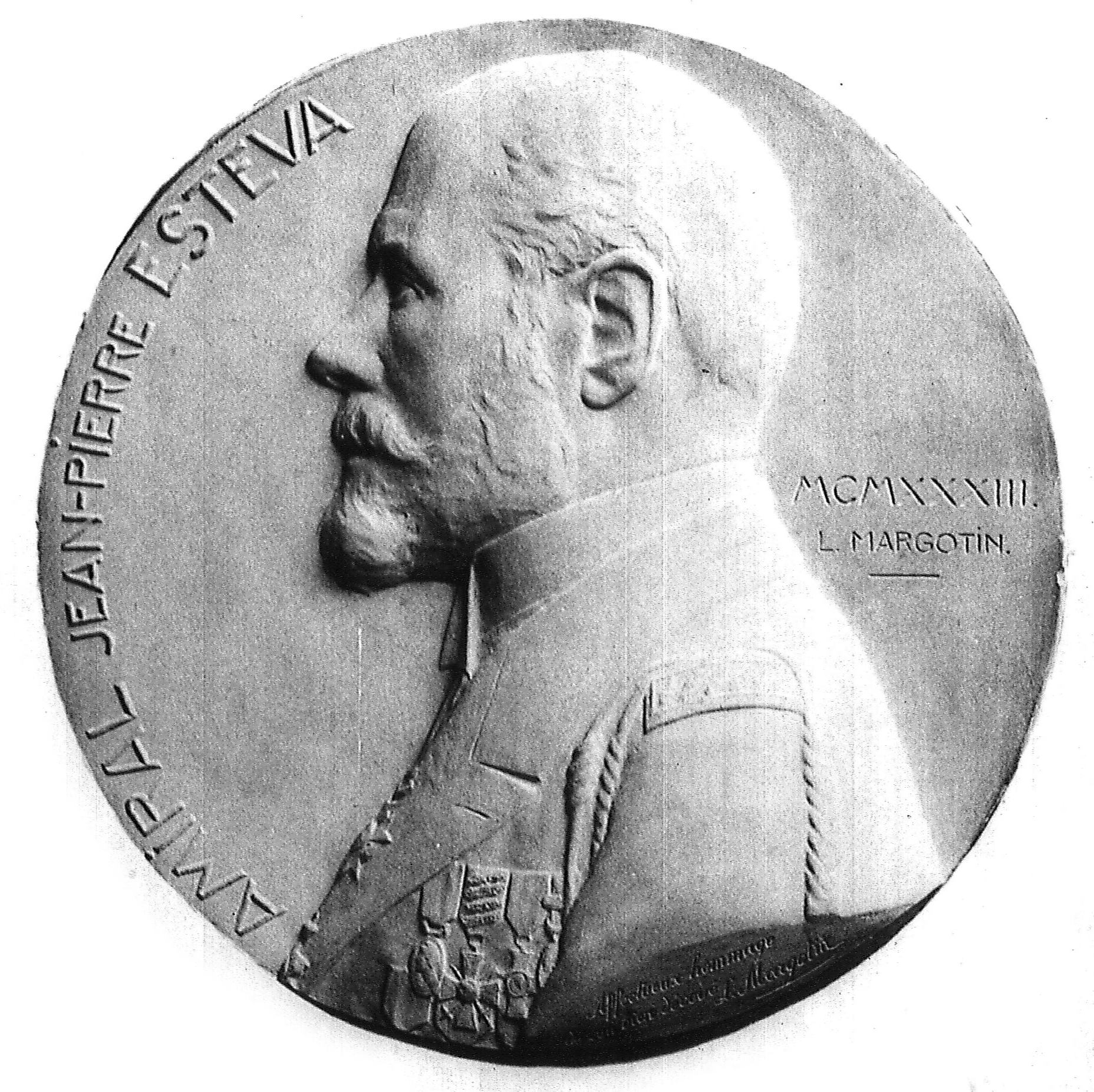
Médaillon de Pierre Esteva.

- Sculpteur / Médailleur :
  - Portrait en médaillon de Paul Marchandeau (1930) ornant la sépulture du ministre au cimetière du Sud à Reims.
  - Portrait en médaillon de Ernest Kalas.
  - Portrait en médaillon de Pierre Esteva.
  - Médaille éditée pour l’Exposition internationale à Reims en 1928,
- Architecte : 
  - 1930-1935 : Reconstruction de l'église Saint-Laurent de Dontrien[3] avec Louis Roubert[4]